# Kourfeye Centre
Kourfeye Centre est une commune du Niger, du département de Filingué dans la région de Tillaberi. Elle a pour chef-lieu la ville de Chikal.

## Géographie
Le territoire communal s'étend à l'ouest du Dallol Bosso sur quatre zones agro-écologiques, la zone sahélienne sur la majeure partie, la vallée sèche de Dallol Bosso au sud-ouest, la zone saharo-sahélienne au nord, la zone sahélo-soudanienne au sud.
|          | Abala           | Sanam         |
| Filingué | Kourfeye Centre | Soucoucoutane |
| Imanan   | Tondikandia     |               |

## Histoire
La commune de Kourfeye Centre porte le nom des Kourfeye, un sous-groupe Haoussa qui s’est installé dans la région à la fin du XVIIIe siècle. La commune rurale est instaurée en 2002, elle est issue de la partie sud du canton Kourfeye fondé en 1901 par l'administration du territoire militaire du Niger.

## Population
Lors du recensement général de 2012, la population communale est relevée à 66 855 habitants, dont 4 917 habitants pour la localité chef-lieu. La commune est peuplée par les éthnies Kourfeye et Arawa.

## Villages
La commune s'étend sur 51 villages, 93 hameaux et un camp.

## Services et infrastructures
La commune abrite les services suivants :
- Collège d'enseignement général (CEG) à Chikal.
- Centre de Formation aux Métiers (CFM) à Chikal.
- Centre de Santé Intégré (CSI) à Chikal, Injer et d’Itchiguine

## Économie
L'agropastoralisme est pratiqué dans la commune.